# Francisco Ozoria Acosta
Francisco Ozoria Acosta (* 10. října 1951, Nagua) je katolický biskup z Dominikánské republiky, od roku 2016 arcibiskup Santo Dominga a primas Indií, od roku 2017 vojenský ordinář pro Dominikánskou republiku, od roku 2024 velkopřevor magistrální delegace Řádu Božího hrobu pro Santo Domingo. 

## Stručný životopis
Po středoškolských a seminárních studiích přijal v roce 1978 kněžské svěcení v diecézi San Francisco de Macorís. Po delším působení v diecézní pastoraci byl roku 1988 vyslán na studia do Říma, kde v roce 1990 získal licenciát z pastorální teologie na Papežské lateránské univerzitě. Po zřízení nové diecéze v San Pedro de Macorís byl roku 1997 jmenován jejím prvním biskupem, a krátce poté byl vysvěcen na biskupa a ujal se své diecéze. Na začátku roku 2017 jej papež František jmenoval arcibiskupem Santo Dominga, o rok později se stal i vojenským ordinářem pro Dominikánskou republiku. Při vzniku magistrální delegace Řádu Božího hrobu pro Santo Domingo roku 2024 se stal jejím prvním velkopřevorem.